# Seimatoantlerium tequiensis
Seimatoantlerium tequiensis är en svampart som beskrevs av Strobel, E.J. Ford, J.Yi Li, J. Sears, Sidhu & W.M. Hess 1999. Seimatoantlerium tequiensis ingår i släktet Seimatoantlerium och familjen Amphisphaeriaceae.   Inga underarter finns listade i Catalogue of Life.